# Gnista + Gas
Gnista + Gas är ett minialbum av den svenska sångerskan Alina Devecerski, utgivet den 29 september 2014 på Warner Music. Det är uppföljaren till debutalbumet Maraton från 2012. Gnista + Gas innehåller singeln "Armé" som släpptes den 15 augusti 2014.
Devecerski har beskrivit albumet som "militäriskt". Låten "Vänner med vapen" handlar om Husbyupploppen och titeln till "Gråt" inspirerades av The Beatles "Cry Baby Cry".

## Bakgrund
I en pressrelease för albumet har Devecerski kommenterat:
| ” | Efter allt giggande ville jag åt en annan sinnesstämning. Jag ville in i studion och bli deppig igen. Nej, men jag ville tänka igen, bli smart, knäcka nötter. Jag blir automatiskt väldigt kufig när jag är i studion. | „ |

Låten "Armé" släpptes som singel från albumet den 15 augusti 2014, dock utan några följande listframgångar. Devecerski framförde låten på Sommarkrysset den 16 augusti för att marknadsföra albumet. En musikvideo till "Armé" i regi av Paul Jerndal hade premiär online på Youtube den 14 september.

## Låtlista
| Nr           | Titel                 | Kompositör                                         | Längd |
| ------------ | --------------------- | -------------------------------------------------- | ----- |
| 1.           | Armé                  | Alina Devecerski, Christoffer Wikberg, Joakim Jarl | 2:54  |
| 2.           | Gnista + Gas          |                                                    | 3:59  |
| 3.           | Döda rebeller         |                                                    | 3:23  |
| 4.           | Mina vänner med vapen |                                                    | 3:16  |
| 5.           | Gråt                  |                                                    | 4:18  |
| 6.           | Frälsaren             |                                                    | 3:29  |
| Total längd: | Total längd:          | Total längd:                                       | 19:99 |